# Wilf Copping
Wilfred „Wilf“ Copping (* 17. August 1909 in Barnsley; † Juni 1980 in Southend-on-Sea) war ein englischer Fußballspieler. Er absolvierte in der Zeit zwischen 1933 und 1939 insgesamt 20 Länderspiele für die englische Fußballnationalmannschaft.

## Sportlicher Werdegang
Copping, aufgrund seiner Zweikampfstärke auch The Iron Man genannt, wurde im August des Jahres 1909 in der Grafschaft Yorkshire geboren und besuchte die Houghton Council School. Nachdem der gelernte linke Abwehrspieler auf der Halbposition im Probetraining beim damaligen Zweitligisten FC Barnsley durchgefallen war, schloss er sich dann im März 1929 dem Erstligisten Leeds United an. Zwischenzeitlich hatte er bei den Dearne Valley Old Boys und den Middlecliffe Rovers gespielt.
Im ersten Jahr konnte sich Copping bei Leeds United noch nicht durchsetzen. Als sich der bisherige linke Außenläufer George Reed in der Saison 1930/31 dann am Knie verletzte, wurde Copping von Trainer Dick Ray in die Läuferreihe mit Willis Edwards und Ernie Hart eingebaut. Coppings Debüt war dabei das erste Saisonspiel gegen den FC Portsmouth, das 2:2 endete. Obwohl Copping in dieser Spielzeit kein Meisterschaftsspiel verpasste, endete sie mit einer Enttäuschung, da Leeds aus der ersten Liga absteigen musste. Nach dem direkten Wiederaufstieg im darauffolgenden Jahr folgte eine weitere Saison als Erstligastammspieler und einem guten achten Abschlussplatz. In diese Zeit fiel auch Coppings erster Einsatz in der englischen Nationalmannschaft, als Copping mit England gegen Italien 1:1 spielte. Es folgten weitere Einsätze in der englischen Auswahl und eine weitere Saison in Leeds, die jedoch seine letzte dort sein sollte.
Herbert Chapman, damaliger Trainer des FC Arsenal, war auf der Suche nach einem Ersatz für den in die Jahre gekommenen Bob John und warb hartnäckig für einen Wechsel Coppings nach London. Im Januar 1934 verstarb Chapman und der Nachfolger, George Allison, machte den Transfer im Juni des gleichen Jahres mit einer Zahlung von 8.000 Pfund perfekt. Copping gewann mit Arsenal auf Anhieb die Meisterschaft, wobei diese im vorletzten Spiel gegen den FC Everton mit 2:0 gesichert werden konnte. Diese Begegnung beendete Copping verletzt und unter großen Schmerzen spielend. Ein weiterer Höhepunkt der Spielzeit war das Länderspiel gegen den Weltmeister Italien, das als Schlacht von Highbury bekannt wurde und England mit 3:2 gewann.
In der Saison 1935/36 gewann Copping mit Arsenal nach einem Finalsieg gegen Sheffield United erstmals den FA Cup und zwei Jahre später die zweite englische Meisterschaft.
Aufgrund des drohenden Zweiten Weltkriegs verließ Copping dann den FC Arsenal, um seiner Familie die Rückkehr nach Yorkshire ermöglichen zu können, bevor er sich selbst in den Dienst der Armee stellte. Als er dann zum Abschluss der Saison 1938/39 in zwölf Spielen von Leeds United zum Einsatz kam, wurde er nach Ausbruch des Krieges Soldat und kämpfte als Company Sergeant Major in Nordafrika. Während der ersten drei Kriegsjahre spielte er noch in 24 Begegnungen in der Wartime League für Leeds, bevor er dann 1942 seine Fußballerkarriere beendete.
Nach Ende des Krieges betreute er 1945 in Düsseldorf zunächst eine Mannschaft der 11. Armee und war danach Trainer im belgischen Beerschot. In seiner Heimat gehörte er danach noch bei Southend United, Bristol City und bis zum Jahr 1959 bei Coventry City zum Trainerstab.
Anschließend setzte er sich in Southend-on-Sea zur Ruhe und starb 1980 im Alter von 70 Jahren.

## Erfolge
- Englischer Meister: 1935, 1938
- FA-Cup-Sieger: 1936
- Charity-Shield-Sieger: 1938